# Хесус Лара
Xecyc Лара (ісп. Jesús Lara; *1 січня 1898, с. Вілья-Ріверо, побл. м. Кочабамби, Болівія — 6 вересня 1980, Кочабамба, Болівія) — болівійський письменник, учений-філолог, фольклорист; представник індіанізму; писав мовами кечуа та іспанською. 

## З життєпису
Народився в маленькоме містечку Муелі (нині Вілья-Ріверо) поблизу Кочабамба в бідній індіанській родині. Батьки спромоглися дати своєму сину середню освіту в Кочабамбі. Відмалку Хесус проявляв нахил до літератури, узяв участь у кількох літературних конкурсах.
Деякий час вивчав право. На початку 1920-х був секретарем Університету Сан-Сімон у Кочабамбі. Тоді ж, у 1920 році, прийшов у журналістику, зокрема в Ла-Пасі працював коректором і редактором газети El Hombre Libre від орудою Франса Тамайо, примкнувши до його літгуртка. Того ж року (1920) працював і в інших ЗМІ: у La Patria (Оруро) і в El Republicano (Кочабамба). В 1943 році співпрацював у  Los Tiempos в Кочабамбі.
Під час Чакської війни з Парагваєм як рядовий воював у лавах болівійської армії на лінії фронту, що наклало відбиток на все його життя. Після демобілізації повернувся до праці директором публічної бібліотеки Кочабамби (де працював від 1923 року), однак його змістили з цієї посади за участь у загальному страйку вчителів. 
Згодом викладав і займався науковою роботою в столичному університеті, був одним з провідних дослідників кечуанської літератури, уклав кечуа-іспанський словник, підготував до друку видання гімнів кечуа і «Доповідь про старожитності цього королівства Перу».
За життя не раз піддавався утискам і переслідуванням, включаючи тюремне ув'язнення за свою діяльність члена Комуністичної партії (КПБ)), до лав якої вступив 1952 року. У 1956 році був кандидатом від партії на пост віце-президента Болівії. 
Хесус Лара брав участь у русі борців за мир, зокрема був на Конгресі народів світу у Відні (1952), у 1953 році відвідав СРСР. 
Вийшов зі складу КПБ у 1969 році на знак незгоди з діями очільників партії Маріо Монхе та Колле Куето Хорхе, які назвав зрадою Че Гевари.

## З доробку і визнання
Творчість Хесуса Лари здебільшого здіймає соціальні проблеми корінних народів.
Найвизначніші книги письменника — Arawiy, Arawiky (мовою кечуа, «Аравії, Аравіку», 1927; іспанською вийшла під назвою «Спів цикади»), поема «Паукарвара» (1947). Повість «Репете, щоденник учасника війни в Чако» (Repete: Diario de un hombre que fue a la guerra del Chaco, 1937) розвінчує антигуманну сутність мілітаризму. В романах «Сурумі» (Surumi, 1943), «Невільниця/Янакуна» (Yanakuna, 1952), «Яварнинчих» (Yawarninchij, 1959), «Синчикай» (Sinchikay, 1962), «Льяльїйпача» (Llalliypacha, 1965) Лара розкриває процес соціального пробудження індіанців.
Лара досліджував культуру кечуа (праці «Поезія кечуа», 1947; «Література кечуа», 1961; «Культура інків», т. 1 — 2, 1966 — 67); уклав антологію «Народна поезія кечуа» (1956), «Словник кечуа-іспанський-кечуа» (1947), збірку прозового фольклору кечуа (1973).